# 贝纳维德斯
贝纳维德斯，是西班牙卡斯蒂利亚-莱昂莱昂省的一个市镇。总面积74平方公里，总人口3018人（2001年），人口密度41人/平方公里。